# Ludwig Fachs

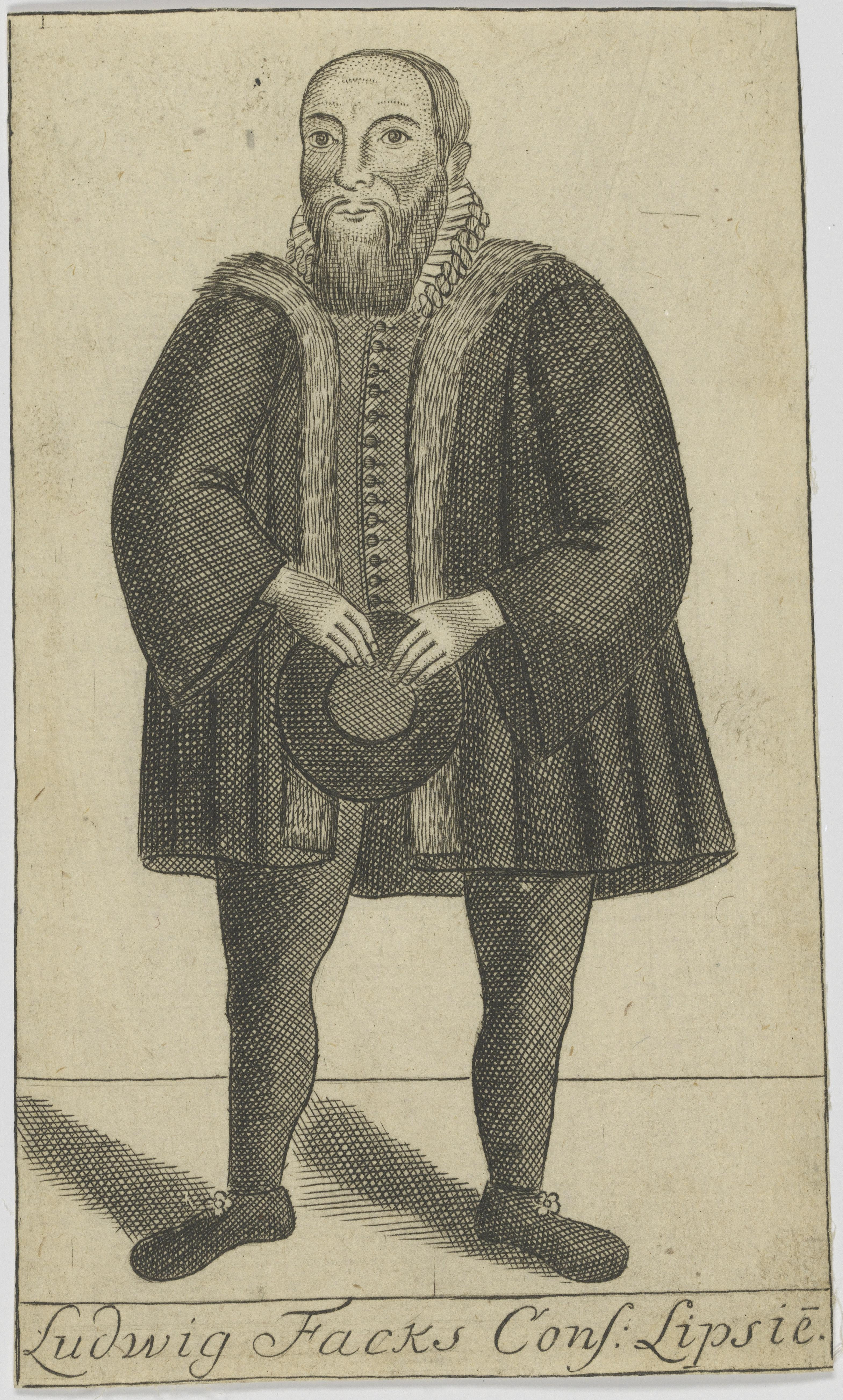
Ludwig Fachs

Ludwig Fachs (* 31. Januar 1497 in Langensalza; † 6. April 1554 in Leipzig) war ein deutscher Jurist und zwischen 1534 und 1552 mehrfach Leipziger Bürgermeister.
Fachs hatte seit 1512 an der Universität Leipzig studiert und 1521 seine Promotion in Rechtswissenschaften abgeschlossen. Seit 1522 ist er als Mitglied der Juristenfakultät nachweisbar. 1542 wurde er schließlich zu deren Ordinarius berufen. Zwischen 1527 und 1554 ist er als Syndikus belegt.
In fürstlichen Diensten wirkte er seit 1532 als Beisitzer am sächsischen Oberhofgericht. Seit Sommer 1548 wirkte er als Kanzler des Herzogs Moritz von Sachsen, trat von diesem Amt jedoch bereits im März 1549 wieder zurück.
Auch danach wurde er jedoch noch häufig in rechtlichen und Religionsfragen zu Rate gezogen.
1524, 1527, 1528 und 1531 gehörte Fachs dem Leipziger Rat an. Bei der Einführung der Reformation in Leipzig 1541 ist er noch zu den Fürsprechern des alten Glaubens unter den Ratsherren zu zählen, wobei er in einem humanistischen Sinne durchaus zu Kirchenreformen bereit war. 
Dagegen attestiert ihm der Kirchenhistoriker Günther Wartenberg in späterer Zeit eine „zurückhaltend evangelische Haltung“.